# Sinophasma klapperichi
Sinophasma klapperichi är en insektsart som beskrevs av Günther 1940. Sinophasma klapperichi ingår i släktet Sinophasma och familjen Diapheromeridae. Inga underarter finns listade i Catalogue of Life.